# Austro-Daimler

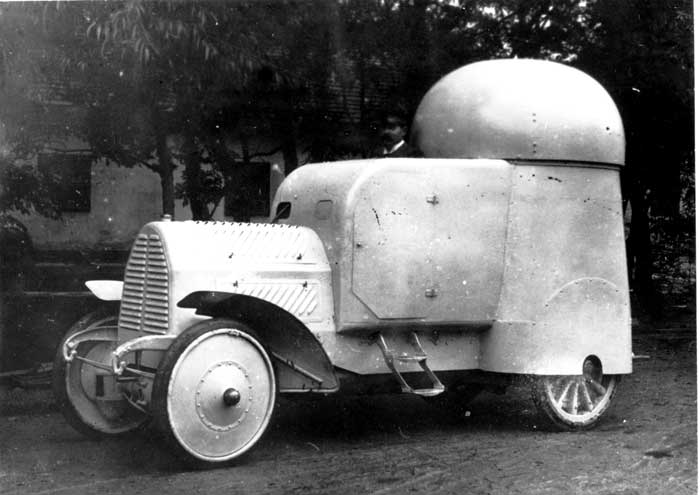
Austro-Daimler Panzerwagen

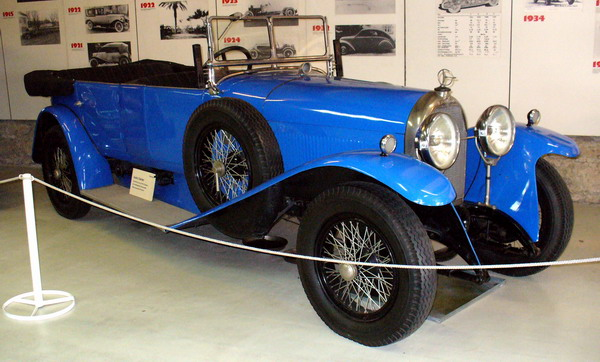
Austro-Daimler ADM (1923)

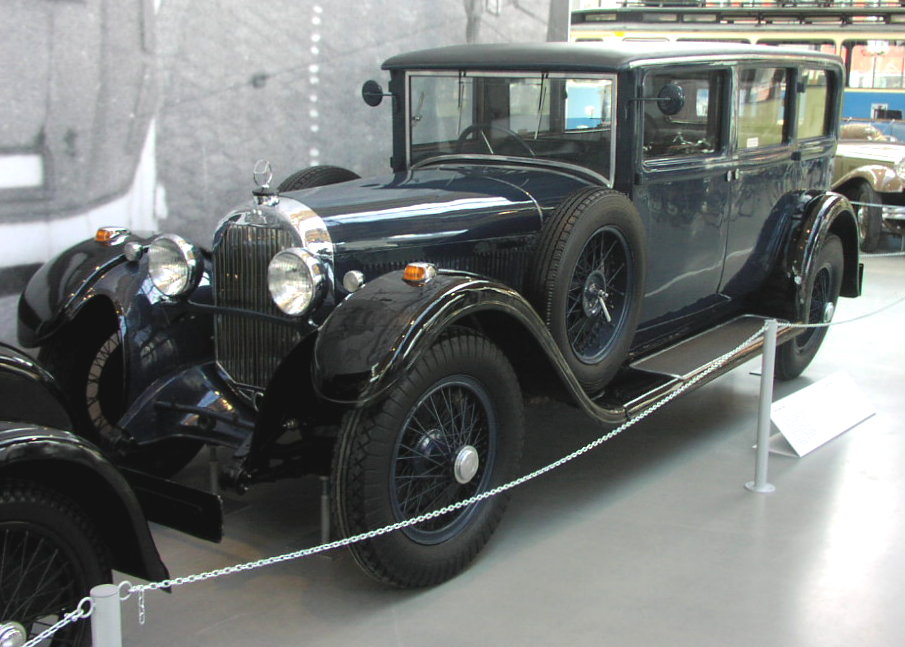
Austro-Daimler ADR (1928)

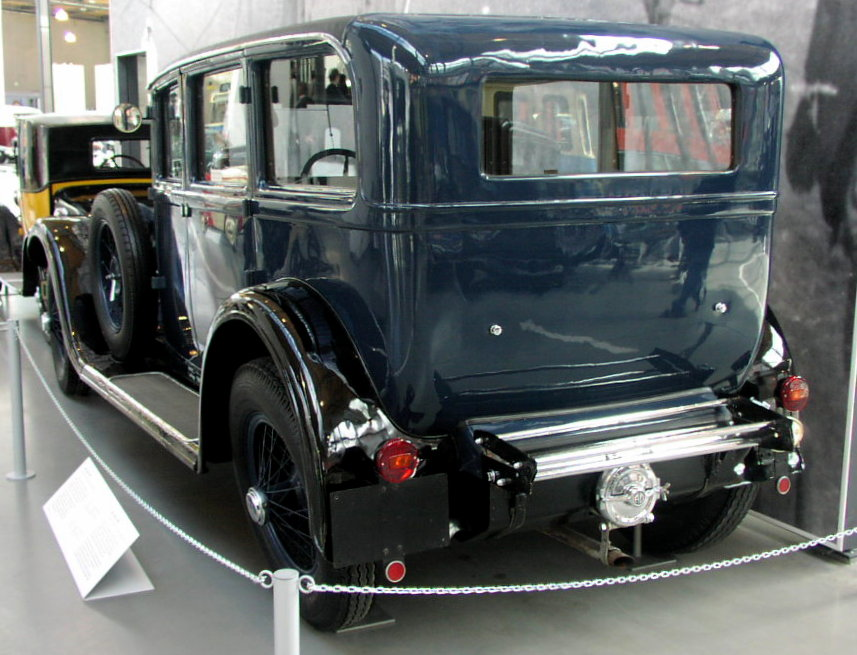
Austro-Daimler ADR (1928)

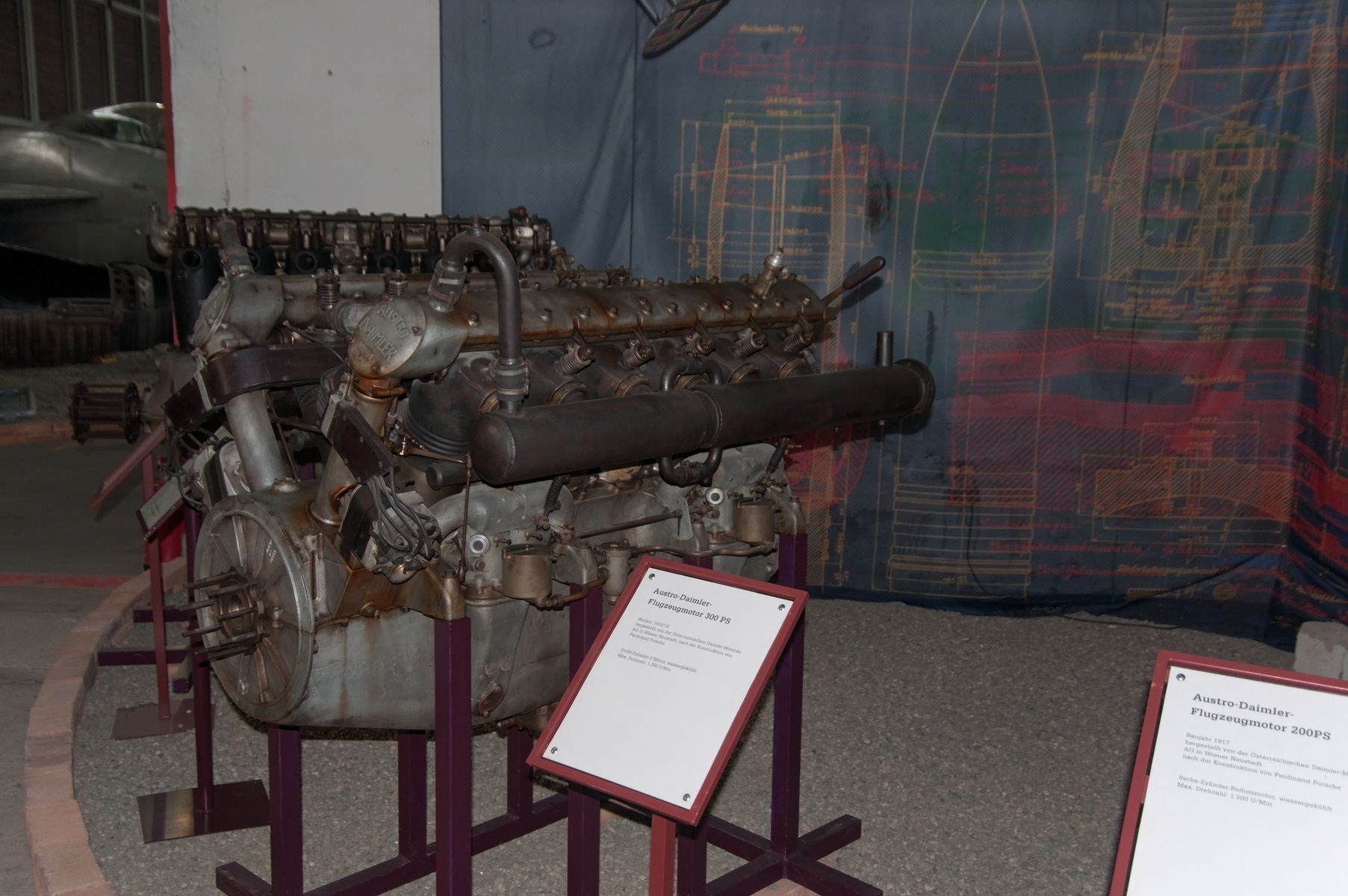
Motore aeronautico Austro-Daimler a dodici cilindri a V tipo AD12 da 300 HP (1915/16)

La Österreichische Daimler Motoren Gesellschaft (Daimler Motor Company austriaca) fu una società figlia della tedesca Daimler-Motoren-Gesellschaft di Cannstatt. Austro-Daimler (Drahtwort in lingua tedesca) è stato l'indirizzo telegrafico della società, e diventò anche la descrizione breve dell'azienda.

## Storia
La Oesterreichische Daimler-Motoren-Commanditgesellschaft Bierenz Fischer u. Co (Società in accomandita semplice austriaca Daimler-Motoren Bierenz Fischer e compagnia) di Wiener Neustadt e di Vienna, fu fondata il 11 agosto 1899 con un capitale sociale di 200.000 Gulden, come società controllata dell'azienda Daimler-Motoren. Furono coinvolti, Eduard Bierenz, amico di Gottlieb Daimler, ed Eduard Fischer, a capo di una fonderia. Eduard Fischer fu anche il cofondatore della Daimler-Motoren-Gesellschaft, e ne fece parte fino al 1 giugno 1920. Successivamente divenne direttore presso la Messing- und Metallwarenfabrik Nadelburg (Fabbrica di ottone e articoli in metallo di Nadelburg) di Lichtenwörth, dove per la Daimler u.a. fabbricarono i radiatori.
Tra la casa madre di Cannstatt e la nuova società a Wiener Neustadt, vi fu uno scambio di manodopera; a quel tempo vi furono circa 70-80 collaboratori.
Nel 1900 venne costruita a Wiener Neustadt la prima automobile, una quattro posti con motore due cilindri. La produzione si indirizzò presto verso autocarri, autobus, motori marini e veicoli ferroviari.
Il figlio di Daimler, Paul, nel 1902 divenne socio al 50% e prese la direzione tecnica della società; Eduard Bierenz lasciò la società, che divenne la Oesterreichische Daimler-Motoren-Commanditgesellschaft (Società in accomandita semplice austriaca Daimler-Motoren).
Dal 1903 fu sviluppato il primo Panzerwagen ovvero l'Austro-Daimler Panzerwagen, che nel 1906 fu presentato da Heinrich Graf Schönfeldt al Kaiser Francesco Giuseppe I d'Austria, il quale non comprese la potenzialità dell'idea e ne determinò la fine dello sviluppo.
Per la prima volta nel 1905 venne fabbricata una autovettura a trazione integrale. Paul Daimler lasciò Wiener Neustadt, e andò nella nuova sede Daimler-Werk a Stuttgart-Untertürkheim al posto di Wilhelm Maybach. Attraverso la mediazione del console generale austriaco Emil Jellinek negli anni a seguire Ferdinand Porsche succedette a Paul Daimler. Nel 1906 la ragione sociale divenne Oesterreichische Daimler-Motoren-Gesellschaft, con circa 430 occupati e acquista i brevetti sviluppati da Ludwig Lohner.
Nel 1907 vengono occupati 700 operai e 80 impiegati, con la fabbricazione anche di motori aeronautici e auto da corsa.

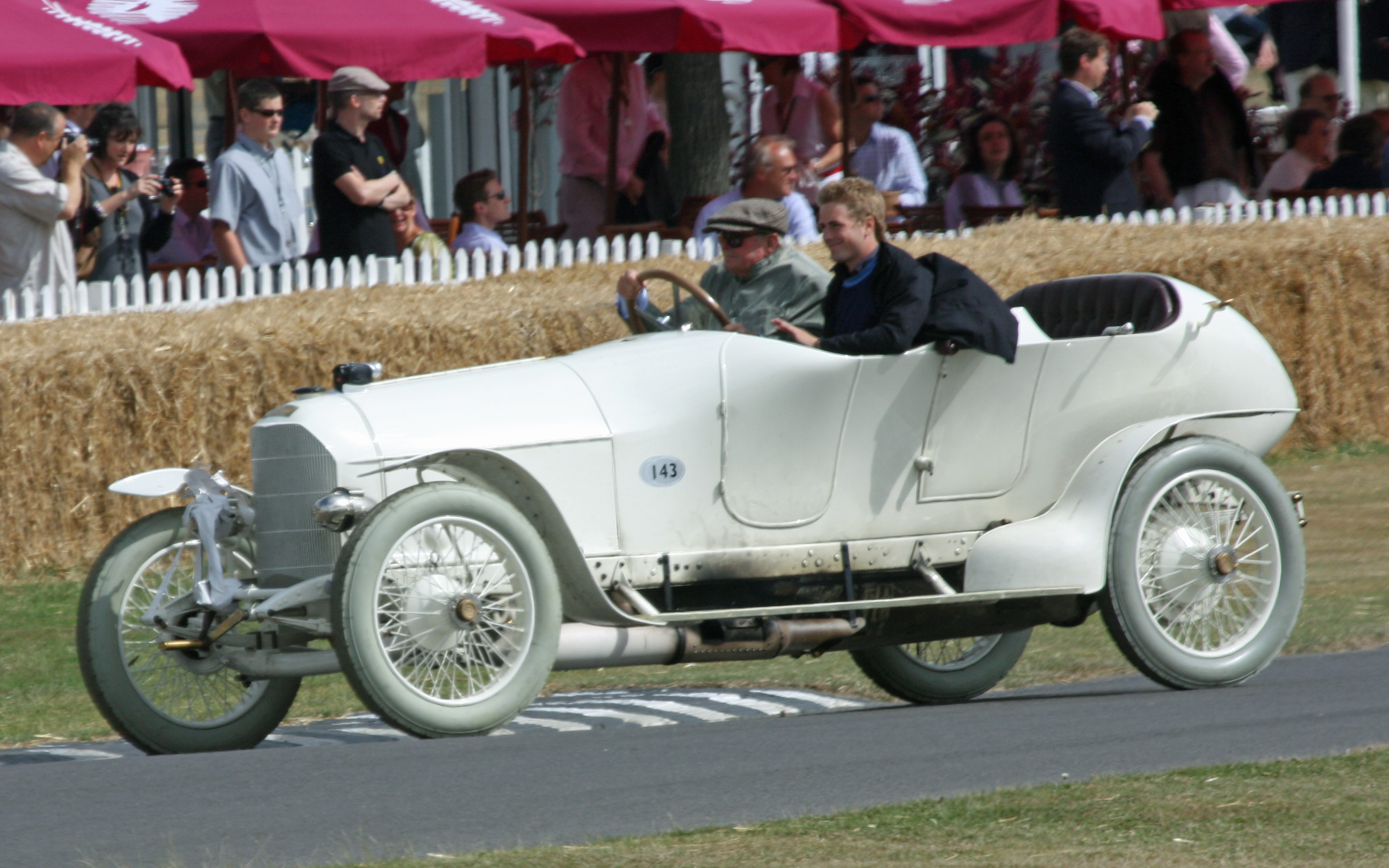
Austro-Daimler Prinz-Heinrich

Nel 1909 avviene la separazione della società dalla madre Daimler-Werke. Divenne una Acktiengesellschaft (società per azioni) nel 1910 e fino al 1928 si chiamò Oesterreichische Daimler-Motoren-Aktiengesellschaft. Con la corsa Prinz-Heinrich-Fahrt vennero piazzate tre autovetture Austro-Daimler Prinz-Heinrich sul podio. Il collaboratore Ferdinand Porsche fu lui stesso corridore e vinse. Assieme ai colleghi, Graf Schönfeldt e Eduard Fischer, divennero noti con il nome „Eiserne Team“.
Il Kaiser Franz Joseph permise nel 1911 alla società di usare il simbolo reale della Doppeladler nel logo dell'azienda, che divenne poi molto noto sulle Austro-Daimler-Wagen.
La società tedesca Daimler nel 1912 vendette le azioni della Oesterreichischen Daimler-Motoren A.G. Questo segnò la fine della collaborazione e portò la società ad essere concorrenti.
Nel 1913 avvenne la fusione con la Škoda-Werke di Pilsen. Nel 1914 furono occupati ca. 900 maestranze; la produzione con la prima guerra mondiale fu convertita alle esigenze militari.
Con la fine della guerra nel 1918 la Austro-Daimler dovette combattere con la alta inflazione e il costo delle materie prime.  Vi fu un consolidamento azionario da parte di Škoda. Con il trattato di Saint-Germain (1919) la fabbrica distrusse i motori aeronautici. Si iniziò nuovamente con la produzione civile di autovetture. Nel 1923 vi fu una collaborazione con la Puch-Werke di Graz di Johann Puch. In quegli anni Ferdinand Porsche dopo 17 anni passati alla Austro-Daimler lasciò la società e divenne capo progettazione alla Daimler-Motoren-Gesellschaft di Stoccarda.
Nel 1927 venne sviluppato il logo presente sui radiatori: Un cerchio con un arco e freccia. Nel 1928 avvenne la fusione della Österreichischen Daimler Motoren AG, assieme alla Oeffag e alla Puch-Werke in Austro-Daimler-Puchwerke AG. La nuova società cooperò con la Steyr AG; cinque anni più tardi (1933) la Austro-Daimler-Werk a Wiener Neustadt fermò il 30 giugno 1934 la produzione di automobili e i macchinari portati alla Steyr e a Graz.
Il 12 ottobre 1934 la società divenne con la Steyr AG la nuova Steyr-Daimler-Puch A.G. La costruzione di automobili a marchio Austro-Daimler prese pieno ritmo e quella militare e ferroviaria segnò il passo.

## Automobili dal 1920 al 1934
| Tipo                      | Periodo   | Cilindri | Cilindrata | Potenza         | Vmax     |
| ------------------------- | --------- | -------- | ---------- | --------------- | -------- |
| Luxuswagen AD 25 PS       | 1909–1922 | 4 serie  | 2250 cm³   | 25 PS (18,4 kW) | 75 km/h  |
| Luxuswagen AD 35 PS       | 1912–1922 | 4 serie  | 3560 cm³   | 35 PS (25,7 kW) | 90 km/h  |
| AD 6-17 (AD 17/60 PS)     | 1921–1924 | 6 serie  | 4424 cm³   | 60 PS (44 kW)   | 100 km/h |
| ADM II (10/40 PS)         | 1923–1924 | 6 serie  | 2540 cm³   | 40 PS (29 kW)   | 100 km/h |
| ADM II (10/45 PS)         | 1924–1927 | 6 serie  | 2613 cm³   | 45 PS (33 kW)   | 100 km/h |
| ADV (17/60 PS)            | 1924–1927 | 6 serie  | 4424 cm³   | 60 PS (44 kW)   | 100 km/h |
| ADM – 3 Liter (12/100 PS) | 1926–1928 | 6 serie  | 2994 cm³   | 100 PS (74 kW)  | 130 km/h |
| ADR (12/70 PS)            | 1927–1931 | 6 serie  | 2994 cm³   | 70 PS (51 kW)   | 105 km/h |
| ADR Sport (12/100 PS)     | 1929–1931 | 6 serie  | 2994 cm³   | 100 PS (74 kW)  | 130 km/h |
| ADR 8 (18/100 PS)         | 1930–1934 | 8 serie  | 4624 cm³   | 100 PS (74 kW)  | 125 km/h |
| Bergmeister (14/120 PS)   | 1931–1934 | 6 serie  | 3614 cm³   | 120 PS (88 kW)  | 145 km/h |

## Veicoli ferroviari
In ambito ferroviario l'azienda si concentrò dal 1930 sui veicoli speciali come Autobus su rotaia (Schienenbus) e commercializzò vagoni ferroviari, Beiwagen così come anche una draisina per la Salzkammergut-Lokalbahn, Steiermärkische Landesbahnen e la Österreichische Bundesbahnen.
Austro-Daimler cercò di utilizzare la propria competenza nell'ambito automotive per la progettazione di nuovi veicoli ferroviari. Agli inizi degli anni'30 Austro-Daimler AG sviluppò diversi tipi di veicoli veloci, con caratteristiche quali:
- La costruzione leggera dei veicoli, e conseguente uso di motori più piccoli di minor potenza e velocità maggiori;
- L'utilizzo di sospensioni pneumatiche, che permettevano un viaggio più morbido;
- L'utilizzo di trasmissione idraulica per trasmettere il moto dal motore alle ruote (come nella VT 62).

Tutti i veicoli ferroviari Austro-Daimler furono distrutti durante la seconda guerra mondialie, solo due non danneggiati modelli VT 63 giacciono in Austria. Sono fermi in condizioni pessime (molti anni di non manutenzione) non più utilizzabili.
L'ultimo modello Austro-Daimler-Triebwagen introdusse una innovazione, che arrivò anche successivamente su altri veicoli ferroviari: la trazione idraulica.
Altri veicoli non sono documentati. In Svezia esistono alcuni componenti di Austro-Daimler a scartamento ridotto presso il museo ferroviario.